# Seprűvéna

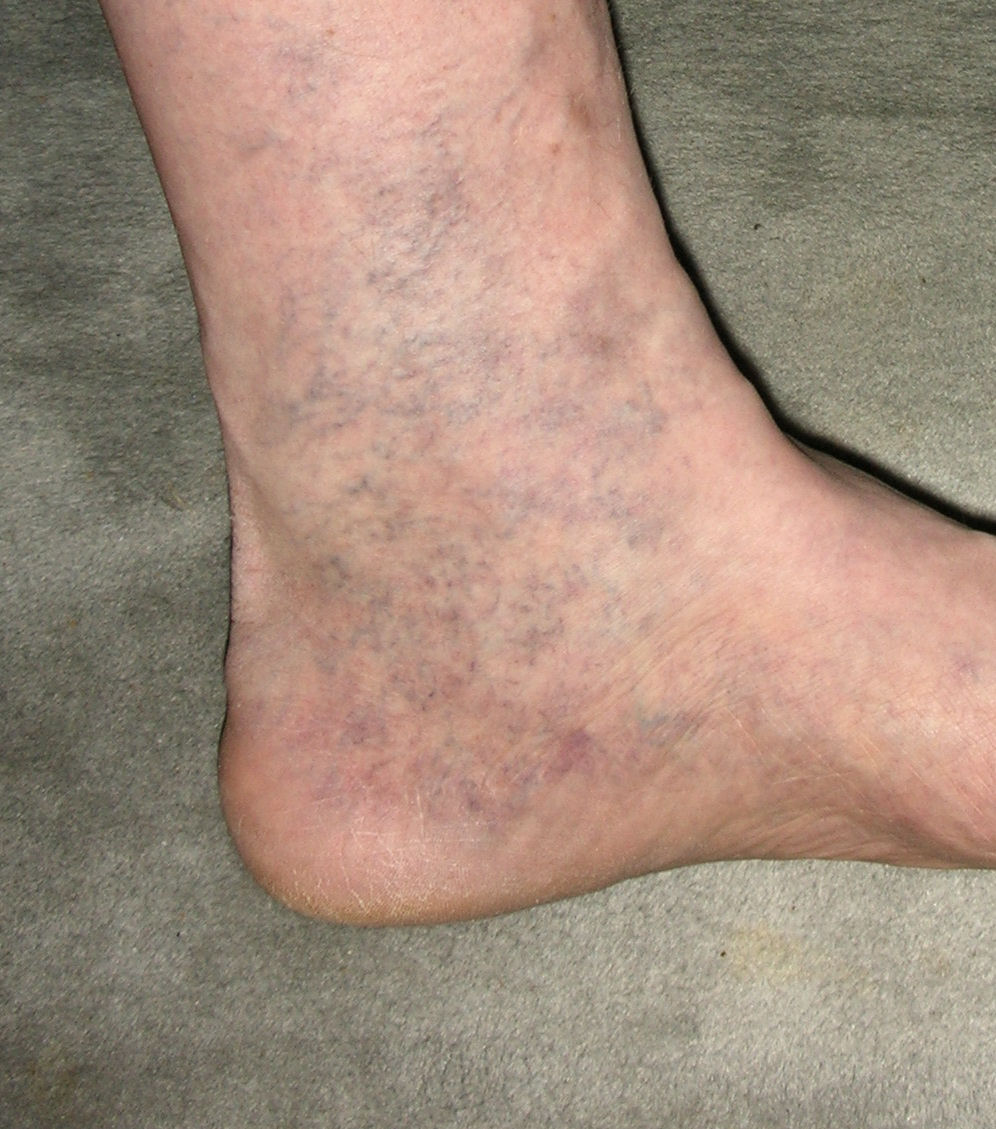
Seprűvéna képen

Seprűvénáknak vagy pókvénáknak nevezzük a többnyire lábszáron, combon elszíneződött hajszálereket. Ez egy vénás keringési elégtelenség mely az 50 éven alattiaknak kevésbé, míg az 50 év fölöttiek 70-80%-ánál okoz problémát. Az erek kitágulnak, és égő, feszülő fájdalmat is okozhatnak.

## Kialakulásának oka
A jelenség az emberiséggel egyidős. Hiszen amikor lábra emelkedett az ember, az alsó végtagok a túlterheléséből adódóan fokozott nyomás alá kerültek. Lényeges befolyásoló tényezők a genetikai adottságok, hormonok – pl. nőknél a terhesség, vagy fogamzásgátló tabletták szedése –, és az életmód – pl. tartós álló munka.

## Következményei
Érdemes minél előbb orvoshoz fordulni, mert annál hatékonyabban kezelhető. A kitágult erekben megnövekedett vér mennyiségének növekedése miatt megnőtt hidrosztatikai nyomás csak súlyosbítja a panaszokat. Okozhat ekcémát, fekélyt, bőrelhalást vagy akár vérrögképződést. Ha későn fordulunk orvoshoz, a krónikus vénás elégtelenséget már különösen nehéz megállítani.

## Kezelése
A seprűvénák kezelésére többféle mód is létezik, mint például:
- Kenőcsök
- Gyógynövények
- Fájdalomcsillapítók
- Gyulladáscsökkentők
- Kompressziós gumiharisnya viselése
- Szájon át bevehető tabletták
- Újgenerációs lézeres kezelés
- Újgenerációs szájon át alkalmazható növényi eredetű hatóanyagok

## Fordítás
- Ez a szócikk részben vagy egészben  a   Telangiectasia című angol Wikipédia-szócikk ezen változatának fordításán alapul.  Az eredeti cikk szerkesztőit annak laptörténete sorolja fel. Ez a jelzés csupán a megfogalmazás eredetét és a szerzői jogokat jelzi, nem szolgál a cikkben szereplő információk forrásmegjelöléseként.